# مگان دافی
مگان دافی (انگلیسی: Megan Duffy؛ زادهٔ ۱۳ ژوئیهٔ ۱۹۸۴) بازیکن بسکتبال اهل ایالات متحده آمریکا است.
وی در مسابقات کشوری و بین‌المللی در مجموع برندهٔ ۱ مدال طلا شده‌است.